# Anne-Catharina Vestly
Anne-Catharina Vestly (ur. 15 lutego 1920 w Rena, zm. 15 grudnia 2008 w Mjøndalen) – norweska pisarka, autorka literatury dziecięcej. 
Jej pierwsza książka, Ole Aleksander Filibom-bom-bom, ukazała się w 1953 roku, a pani Vestly napisała liczne książki dla dzieci. Tematyką jej książek jest życie codzienne w Norwegii w latach pięćdziesiątych, sześćdziesiątych oraz siedemdziesiątych XX wieku. 
Najbardziej znana książka to Åtte små, to store og en lastebil (1957, wydana w Polsce w przekładzie Adeli Skrentni – w 1979 roku pod tytułem Ośmioro małych, dwoje dużych i ciężarówka, a w 2008 i 2015 roku – 8+2 i ciężarówka), opisująca rodzinę z ośmiorgiem dzieci mieszkających w malutkim mieszkaniu czynszowym w Oslo. Książka ta jest pierwszą z serii 7, z których ostatnia ukazała się w Norwegii w 2000, a która opisuje dzieje rodziny i babci. Seria ta znana jest, w Norwegii, jako Mormor og de åtte ungene, i jest jedną z najbardziej znanych norweskich serii książek dla dzieci.
W 1946 roku wyszła za mąż za Johana Vestly, który ilustrował wszystkie jej książki aż do swojej śmierci w 1993.

## Literatura

### Książki dla dzieci

#### 1953–1958 - Ole Aleksander
- 1953 - Ole Aleksander Filibom-bom-bom
- 1954 - Ole Aleksander på farten
- 1955 - Ole Aleksander får skjorte
- 1956 - Ole Aleksander og bestemor til værs
- 1958 - Ole Aleksander på flyttefot

#### Lese-lett-bøker(ang. 'Easy reading books')
- 1971 - Ole Aleksander hjemme og ute
- 1971 - Ole Aleksander og den slemme gutten
- 1971 - Ole Aleksander på skolen
- 1971 - Ole Aleksander på sirkus
- 1971 - Ole Aleksander og julepresangene

#### SeriaBokormen
- 2002 - Ole Aleksander på skolen
- 2002 - Ole Aleksander flytter

#### Mormor og de åtte ungene(1957–1961; 1986, 1999)
- 1957 – Åtte små, to store og en lastebil (Ośmioro małych, dwoje dużych i ciężarówka, przeł. Adela Skrentni-Olsen, Nasza Księgarnia 1979; Sekret taty i ciężarówka, przeł. Adela Skrentni-Olsen, Nasza Ksiegarnia 1995; 8+2 i ciężarówka, przeł. Adela Skrentni-Olsen, Wydawnictwo "Polityka" 2008, 8+2 i ciężarówka, przeł. Adela Skrentni-Olsen, Wydawnictwo Dwie Siostry 2015))
- 1958 – Mormor og de åtte ungene i skogen (8+2 i domek w lesie, przeł. Milena Skoczko, Wydawnictwo Dwie Siostry, Warszawa 2014, ISBN 978-83-63696-13-9)
- 1959 – Marte og mormor og mormor og Morten (8+2 i pierwsze święta, przeł. Milena Skoczko, Wydawnictwo Dwie Siostry, Warszawa 2016, ISBN 978-83-65341-14-3)
- 1960 – En liten takk fra Anton (8+2 i Anton z Ameryki, przeł. Milena Skoczko, Wydawnictwo Dwie Siostry, Warszawa 2017, ISBN 978-83-65341-44-0)
- 1961 – Mormors promenade (8+2 i promenada babci, przeł. Milena Skoczko, Wydawnictwo Dwie Siostry, Warszawa 2018, ISBN 978-83-65341-87-7)
- 1986 – Mormor og de åtte ungene på sykkeltur i Danmark (8+2 i wycieczka rowerowa do Danii, przeł. Milena Skoczko, Wydawnictwo Dwie Siostry, Warszawa 2019, ISBN 978-83-8150-026-5)
- 1999 – Morten og mormor og Stormvind (8+2 i sztormowy wiatr, przeł. Milena Skoczko, Wydawnictwo Dwie Siostry, Warszawa 2020, ISBN 978-83-8150-080-7)

#### SeriaKnerten(1962–1974; 1998–2002)
- 1962 - Lillebror og Knerten
- 1963 - Trofaste Knerten
- 1964 - Knerten gifter seg
- 1965 - Knerten i Bessby
- 1973 - Knerten og forundringspakken
- 1974 - Knerten på sykkeltur
- 1998 - Knerten detektiv og Handelsreisende Lillebror
- 2001 - Knerten Politimann
- 2002 - Den store boken om Knerten

#### Seria "Aurora" (1966–1972)
- 1966 - Aurora i blokk Z
- 1967 - Aurora og pappa
- 1968 - Aurora og den vesle blå bilen (ang. Hallo Aurora! /Hello, Aurora)
- 1969 - Aurora og Sokrates (ang. Aurora and Socrates)
- 1970 - Aurora i Holland
- 1971 - Aurora på Hurtigruten
- 1972 - Aurora fra Fabelvik

#### SeriaGuro(1975–1981)
- 1975 - Guro (Guro, przeł. Adela Skrentni-Olsen, Nasza Księgarnia, Warszawa, ok. 1984)
- 1976 - Guro og nøkkerosene
- 1977 - Guro alene hjemme
- 1978 - Guro og fiolinen
- 1979 - Guro og Lille-Bjørn
- 1980 - Guro på Tirilltoppen
- 1981 - Guro og Frydefoniorkesteret

#### SeriaKaos(1982–1987)
- 1982 - Kaos og Bjørnar
- 1983 - Lilla Olaug og Lubben
- 1984 - Kaosgutten i Vetleby og verden
- 1985 - Kaos førskolegutt
- 1987 - Kaos og hemmeligheten

#### SeriaMormor(1992–2004)
- 1992 - Ellen Andrea og mormor
- 1993 - Forundringspakken og Lagertha rasebasse
- 1994 - 5 på reise
- 1995 - Kostemarsj på Tirilltoppen
- 1996 - Mormor og én til hos Rosa
- 2000 - Småtassene og andre folk på Tirilltoppen
- 2002 - Monrad tenker
- 2004 - Monrad og mormor i den store klubben

### Książki z obrazkami
- 1997 - Lille-Draugen

### Sztuki teatralne
- 1960 - Huset i skogen
- 1997 - Heksen Innmari og Frankogfri

### Autobiografie
- 1990 - Lappeteppe fra en barndom
- 2000 - Nesten et helt menneske